# Mustafa Madbuli

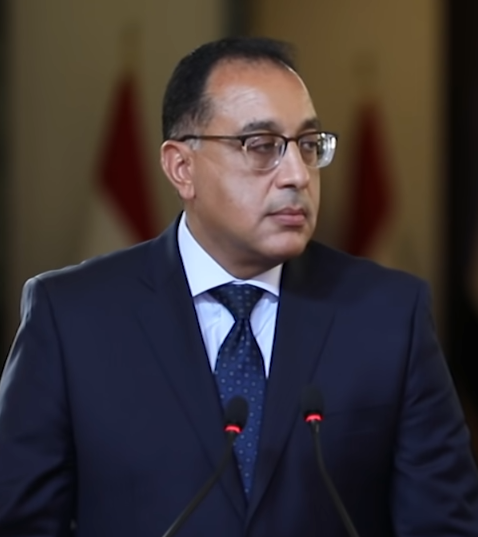
Mostafa Madbuli 2020

Mustafa Kemal Madbuli Mohammed Nassar (auch Mostafa Madbuly; arabisch مصطفى كمال مدبولي محمد نصار, DMG Muṣṭafā Kamāl Madbūlī Muḥammad Naṣār, * 28. April 1966) ist ein ägyptischer Ingenieur und Politiker. Nachdem er im Kabinett Ismail ab 2015 als Minister für Wohnungsbau diente, ist er seit dem 14. Juni 2018 der 54. Ministerpräsident Ägyptens (siehe Kabinett Madbuli).

## Leben
Madbuli absolvierte an der Universität Kairo ein Ingenieursstudium. 1988 machte er seinen Master, 1997 wurde er promoviert. Von September 2009 bis November 2011 war Madbuli Vorsitzender der „Allgemeinen Behörde für Stadtplanung“ im Ministerium für Wohnungsbau und Stadtentwicklung mit Zuständigkeit für das Projekt Groß-Kairo 2050; er war auch Exekutivdirektor des „Instituts für Ausbildung und städtische Studien“ im „Behausungs- und Bauforschungszentrum“ des Ministeriums. Von November 2012 bis Februar 2014 an war er Regionaldirektor für die arabischen Staaten im „Programm für menschliche Siedlungen“ der Vereinten Nationen. Im März 2014 wurde er unter Ibrahim Mehlab zum Minister für Wohnungsbau ernannt. Im November 2017 wurde er erstmals Übergangspremier, nachdem Ministerpräsident Scherif Ismail zur medizinischen Behandlung nach Deutschland ausgeflogen wurde.
Nach der Präsidentschaftswahl 2023 wurde er erneut mit der Regierungsbildung beauftragt. Mustafa Madbuli ist parteilos und gehört der muslimischen Bevölkerungsmehrheit Ägyptens an.